# Lempzours
Lempzours település Franciaországban, Dordogne megyében. Lakosainak száma 133 fő (2022. január 1.). Lempzours Vaunac, Négrondes, Saint-Front-d’Alemps és Saint-Pierre-de-Côle községekkel határos.

## Népesség
A település népességének változása:
| Lakosok száma | 155  | 123  | 121  | 120  | 147  | 135  | 134  | 137  | 136  | 133  |
|               | 1968 | 1982 | 1990 | 2006 | 2013 | 2015 | 2017 | 2019 | 2020 | 2022 |